# لنهام (ویرجینیای غربی)
لنهام (به انگلیسی: Lanham) یک منطقهٔ مسکونی در ایالات متحده آمریکا است که در شهرستان پاتنم، ویرجینیای غربی واقع شده‌است. لنهام ۱۸۴٫۱ متر بالاتر از سطح دریا قرار دارد.